# エルフィンステークス
エルフィンステークスは、日本中央競馬会 (JRA) が京都競馬場の芝1600メートルで施行する競馬の競走である。競走名のエルフィンは英語名の「小さな妖精のような」が由来となっている。

## 概説
3歳牝馬限定のオープンクラスの競走として施行されている。
過去の優勝馬からGI競走勝ち馬が多数出ており、出世レースの一つに挙げられている。
出走資格は、サラブレッド系3歳のJRA所属の牝馬の競走馬（外国産馬含む）、JRAに認定された地方所属の競走馬及び外国調教馬。
負担重量は別定重量で馬齢を基本とし、更に収得賞金額が1,200万円毎に1kgの負担増となる。

## 歴史
- 1983年 - 京都競馬場の4歳（現3歳）牝馬限定の芝1400mのオープン特別競走、エルフィンステークスとして施行。
- 1985年 - 芝2000mに距離変更。
- 1987年 - 芝1600mに距離短縮。
- 1990年 - 阪神競馬場の馬場改修工事による振替開催のため阪神競馬場で開催。
- 1994年 - 京都競馬場の馬場改修工事により阪神競馬場で開催。
- 1996年 - 降雪のためダート1400mに変更。
- 2001年 - 馬齢表示の国際基準への変更に伴い、出走条件が「4歳牝馬」から「3歳牝馬」に変更される。
- 2019年 - 国際競走及びリステッド競走に指定される[4]。
- 2021年
  - 京都競馬場の整備工事に伴い、中京競馬場の芝1600mで施行（2022年・2023年も同様）[5]。
  - 新型コロナウイルス感染拡大防止のため「無観客競馬」として実施[6]。

## 歴代優勝馬
コース種別を表記していない距離は、芝コースを表す。
馬齢は2001年以降の表記に統一する。
| 施行日        | 競馬場 | 距離        | 条件       | 優勝馬             | 性齢 | タイム | 優勝騎手     | 管理調教師 | 馬主                                       |
| ------------- | ------ | ----------- | ---------- | ------------------ | ---- | ------ | ------------ | ---------- | ------------------------------------------ |
| 1983年2月6日  | 京都   | 1400m       | オープン   | ダテリージェンシー | 牝3  | 1:24.6 | 安田隆行     | 松元正雄   | （株）伊達牧場                             |
| 1984年2月5日  | 京都   | 1400m       | オープン   | ダイアナソロン     | 牝3  | 1:23.9 | 田原成貴     | 中村好夫   | 大島秀元                                   |
| 1985年2月3日  | 京都   | 2000m       | オープン   | ラッキーオカメ     | 牝3  | 2:07.2 | 西浦勝一     | 野元昭     | 柳井旦雄                                   |
| 1986年2月1日  | 京都   | 2000m       | オープン   | マヤノジョウオ     | 牝3  | 2:05.5 | 河内洋       | 梅内慶蔵   | 田所祐                                     |
| 1987年2月7日  | 京都   | 1600m       | オープン   | ルーペナイト       | 牝3  | 1:37.4 | 河内洋       | 武田作十郎 | 伊藤研                                     |
| 1988年2月6日  | 京都   | 1600m       | オープン   | ネーハイコインド   | 牝3  | 1:37.5 | 岩元市三     | 布施正     | （株）大丸企業                             |
| 1989年2月5日  | 京都   | 1600m       | オープン   | シャダイカグラ     | 牝3  | 1:36.2 | 武豊         | 伊藤雄二   | 米田茂                                     |
| 1990年2月4日  | 阪神   | 1600m       | オープン   | アグネスフローラ   | 牝3  | 1:37.0 | 河内洋       | 長浜博之   | 渡辺孝男                                   |
| 1991年2月3日  | 京都   | 1600m       | オープン   | イソノルーブル     | 牝3  | 1:36.5 | 五十嵐忠男   | 清水久雄   | 磯野俊雄                                   |
| 1992年2月9日  | 京都   | 1600m       | オープン   | ダイイチランナー   | 牝3  | 1:35.8 | 田原成貴     | 松田博資   | 辻本春雄                                   |
| 1993年2月7日  | 京都   | 1600m       | オープン   | アローム           | 牝3  | 1:35.6 | 村本善之     | 小林稔     | 根岸治男                                   |
| 1994年2月19日 | 阪神   | 1600m       | オープン   | ローブモンタント   | 牝3  | 1:37.7 | 田原成貴     | 飯田明弘   | （有）ユートピア牧場                       |
| 1995年2月18日 | 京都   | 1600m       | オープン   | シェイクハンド     | 牝3  | 1:35.2 | 松永幹夫     | 沖芳夫     | マエコウファーム（有）                     |
| 1996年2月17日 | 京都   | ダート1400m | オープン   | チアズダンサー     | 牝3  | 1:24.5 | 塩村克己     | 山内研二   | 北村キヨ子                                 |
| 1997年2月16日 | 京都   | 1600m       | オープン   | キョウエイマーチ   | 牝3  | 1:36.7 | 松永幹夫     | 野村彰彦   | 松岡正雄                                   |
| 1998年2月15日 | 京都   | 1600m       | オープン   | ファレノプシス     | 牝3  | 1:36.6 | 石山繁       | 浜田光正   | （有）ノースヒルズマネジメント             |
| 1999年2月14日 | 京都   | 1600m       | オープン   | ゴッドインチーフ   | 牝3  | 1:36.1 | 河内洋       | 坂口正大   | 中西上央                                   |
| 2000年2月5日  | 京都   | 1600m       | オープン   | サイコーキララ     | 牝3  | 1:35.6 | 石山繁       | 浜田光正   | （株）中村                                 |
| 2001年2月3日  | 京都   | 1600m       | オープン   | フローラルグリーン | 牝3  | 1:36.0 | 河内洋       | 音無秀孝   | （株）グリーンファーム                     |
| 2002年2月2日  | 京都   | 1600m       | オープン   | チャペルコンサート | 牝3  | 1:35.6 | 熊沢重文     | 池江泰郎   | （有）サンデーレーシング                   |
| 2003年2月8日  | 京都   | 1600m       | オープン   | チアズメッセージ   | 牝3  | 1:35.4 | 吉田稔       | 領家政蔵   | 北村キヨ子                                 |
| 2004年2月7日  | 京都   | 1600m       | オープン   | マルターズヒート   | 牝3  | 1:35.4 | 武豊         | 坂口正則   | 藤田与志男                                 |
| 2005年2月5日  | 京都   | 1600m       | オープン   | エアメサイア       | 牝3  | 1:36.0 | 武豊         | 伊藤雄二   | （株）ラッキーフィールド                   |
| 2006年2月4日  | 京都   | 1600m       | オープン   | サンヴィクトワール | 牝3  | 1:34.8 | 安藤勝己     | 松田博資   | （有）サンデーレーシング                   |
| 2007年2月3日  | 京都   | 1600m       | オープン   | ウオッカ           | 牝3  | 1:33.7 | 四位洋文     | 角居勝彦   | 谷水雄三                                   |
| 2008年2月11日 | 京都   | 1600m       | オープン   | ポルトフィーノ     | 牝3  | 1:36.3 | 武豊         | 角居勝彦   | （有）サンデーレーシング                   |
| 2009年2月7日  | 京都   | 1600m       | オープン   | レッドディザイア   | 牝3  | 1:36.0 | 四位洋文     | 松永幹夫   | （有）東京ホースレーシング                 |
| 2010年2月6日  | 京都   | 1600m       | オープン   | エーシンリターンズ | 牝3  | 1:36.1 | 四位洋文     | 坂口正則   | （株）栄進堂                               |
| 2011年2月5日  | 京都   | 1600m       | オープン   | マルセリーナ       | 牝3  | 1:34.4 | 安藤勝己     | 松田博資   | （有）社台レースホース                     |
| 2012年2月4日  | 京都   | 1600m       | オープン   | サンシャイン       | 牝3  | 1:36.9 | 岩田康誠     | 藤岡健一   | 青山洋一                                   |
| 2013年2月2日  | 京都   | 1600m       | オープン   | トーセンソレイユ   | 牝3  | 1:35.4 | W.ビュイック | 池江泰寿   | 島川隆哉                                   |
| 2014年2月8日  | 京都   | 1600m       | オープン   | シャイニーガール   | 牝3  | 1:37.7 | 秋山真一郎   | 湯窪幸雄   | 小林昌志                                   |
| 2015年2月7日  | 京都   | 1600m       | オープン   | クルミナル         | 牝3  | 1:35.3 | 池添謙一     | 須貝尚介   | （有）キャロットファーム                   |
| 2016年2月6日  | 京都   | 1600m       | オープン   | レッドアヴァンセ   | 牝3  | 1:36.2 | 武豊         | 音無秀孝   | （株）東京ホースレーシング                 |
| 2017年2月4日  | 京都   | 1600m       | オープン   | サロニカ           | 牝3  | 1:36.7 | 福永祐一     | 角居勝彦   | 吉田勝己                                   |
| 2018年2月3日  | 京都   | 1600m       | オープン   | レッドサクヤ       | 牝3  | 1:35.6 | 福永祐一     | 藤原英昭   | （株）東京ホースレーシング                 |
| 2019年2月2日  | 京都   | 1600m       | リステッド | アクアミラビリス   | 牝3  | 1:35.5 | M.デムーロ   | 吉村圭司   | （有）社台レースホース                     |
| 2020年2月8日  | 京都   | 1600m       | リステッド | デアリングタクト   | 牝3  | 1:33.6 | 松山弘平     | 杉山晴紀   | （株）ノルマンディーサラブレッドレーシング |
| 2021年2月6日  | 中京   | 1600m       | リステッド | サルファーコスモス | 牝3  | 1:36.0 | 川田将雅     | 中内田充正 | 吉田勝己                                   |
| 2022年2月5日  | 中京   | 1600m       | リステッド | アルーリングウェイ | 牝3  | 1:34.0 | 藤岡佑介     | 藤岡健一   | （有）サンデーレーシング                   |
| 2023年2月4日  | 中京   | 1600m       | リステッド | ユリーシャ         | 牝3  | 1:34.2 | 松山弘平     | 中村直也   | 竹下佳利                                   |
| 2024年2月3日  | 京都   | 1600m       | リステッド | ライトバック       | 牝3  | 1:35.1 | 坂井瑠星     | 茶木太樹   | 増田和啓                                   |
| 2025年2月10日 | 京都   | 1600m       | リステッド | ヴーレヴー         | 牝3  | 1:35.3 | 浜中俊       | 武幸四郎   | (有)桑田牧場                               |

### 各回競走結果の出典
- 1983年 -「新馬・特別レース勝馬一覧」『優駿』1983年4月号、日本中央競馬会、135頁
- 1984年 -「新馬・特別レース勝馬一覧」『優駿』1984年4月号、日本中央競馬会、138頁
- 1985年 -「新馬・特別レース勝馬一覧」『優駿』1985年4月号、日本中央競馬会、144頁
- 1986年-2017年
  - JBISサーチ　2016年2月29日閲覧
    - 1986年，1987年，1988年，1989年，1990年，1991年，1992年，1993年，1994年，1995年，1996年，1997年，1998年，1999年，2000年，2001年，2002年，2003年，2004年，2005年，2006年，2007年，2008年，2009年，2010年，2011年，2012年，2013年，2014年，2015年，2016年，2017年
- 2018年-
  - JRA年度別全成績
    - （2018年）“第2回　京都競馬　第3日” (PDF).   日本中央競馬会. p. 5. 2018年2月4日閲覧。（索引番号：04034）
    - （2019年）“第2回　京都競馬　第3日” (PDF).   日本中央競馬会. p. 5. 2019年2月3日閲覧。（索引番号：04034）
    - （2020年）“第2回　京都競馬　第3日” (PDF).   日本中央競馬会. p. 5. 2020年2月9日閲覧。（索引番号：04034）
    - （2021年）“第1回　中京競馬　第11日” (PDF).   日本中央競馬会. p. 5. 2021年2月7日閲覧。（索引番号：01130）
    - （2022年）“第1回　中京競馬　第11日” (PDF).   日本中央競馬会. p. 5. 2022年2月6日閲覧。（索引番号：01130）
    - （2023年）“第1回　中京競馬　第11日” (PDF).   日本中央競馬会. p. 5. 2024年2月4日閲覧。（索引番号：01130）
    - （2024年）“第2回　京都競馬　第3日” (PDF).   日本中央競馬会. p. 5. 2024年2月4日閲覧。（索引番号：04034）
    - （2025年）“第1回　京都競馬　第3日” (PDF).   日本中央競馬会. p. 5. 2025年2月11日閲覧。（索引番号：04046）